# Carex atroviridis
Carex atroviridis är en halvgräsart som beskrevs av Jisaburo Ohwi. Carex atroviridis ingår i släktet starrar, och familjen halvgräs. Inga underarter finns listade i Catalogue of Life.